# Mindscape
Mindscape è stata una software house statunitense specializzata in videogiochi, in precedenza parte del gruppo The Learning Company, affiliata con la Electronic Arts. L'azienda aveva uffici in Francia, Inghilterra, Irlanda, Germania, Paesi Bassi, Asia, Australia e America Latina. Ha ufficialmente cessato l'attività nel 2011. La Mindscape pubblicava e distribuiva videogiochi per computer e console e software educativi.

## Videogiochi
Elenco approssimativo dei videogiochi pubblicati (solo in alcuni casi sviluppati internamente) dalla Mindscape:
- 4D Sports Driving (1990)
- 720° (1988)
- Aaron vs. Ruth: Battle of the Big Bats (1997)
- Adibou et les saisons magiques (2009)
- Adventure Chronicles: The Search for Lost Treasure (2010)
- The Adventures of Peter Rabbit & Benjamin Bunny (1996)
- Agatha Christie: Death on the Nile (2009)
- Air Power: Battle in the Skies (1995)
- Alfred Chicken (1993)
- Alien Olympics (1994)
- Aliens: A Comic Book Adventure (1995)
- Allied General (1995)
- Al Unser, Jr. Arcade Racing (1995)
- The American Challenge: A Sailing Simulation (1986)
- Angel Devoid: Face of the Enemy (1996)
- Army Defender (2009)
- Aussie Games (1989)
- Azrael's Tear (1996)
- Bad Street Brawler (1987)
- Balance of Power (1985)
- Balance of Power: The 1990 Edition (1988)
- Battleship (1993)
- Battleship: The Classic Naval Combat Game (1992)
- Beach Volleyball (2001)
- Billy Hatcher and the Giant Egg (2007)
- Blockbuster (1988)
- Bop'N Wrestle (1986)
- Brataccas (1986)
- Brian Bloodaxe/Revelation/Quo Vadis (1986, in raccolta)
- Cal Ripken Jr. Baseball (1992)
- Captain America and the Avengers (1993)
- Captain Blood (1988)
- Captain Planet and the Planeteers (1991)
- Moonstone: A Hard Days Knight (1991)
- Catz (1999)
- Catz 3 (1998)
- Catz 4 (1999)
- Catz II: Your Virtual Petz (1997)
- Championship Pool (1993)
- Chessmaster 3-D (1995)
- The Chessmaster 4000 Turbo (1995)
- Chessmaster 5000 (1996)
- Chessmaster 5500 (1997)
- Chessmaster 6000 (1998)
- Chessmaster 7000 (1999)
- Chessmaster 8000 (2000)
- Chessmaster II (1999)
- Circuit Breakers (1998)
- Close Combat: The Battle of the Bulge (1999)
- Clubhouse Sports (1988)
- Clusterball (2002)
- The Colony (1988)
- Combat Course (1988)
- Commander Blood (1994)
- Contraption Zack (1992)
- Crasher (2011)
- Creatures (1997)
- Creatures 2 (1998)
- Creatures 2 Deluxe (1998, espansione)
- Creatures 2: Life Kit #1 (1998, espansione)
- Creatures 3 (1999)
- Creatures Adventures (1999)
- Creatures Deluxe (1998, espansione)
- Creatures: Life Kit #1 (1997, espansione)
- Crime and Punishment (1984)
- Cuisine Party (2009)
- CyberSpeed (1995)
- Dance Paradise (2010)
- Dare Devil Derby 3D (1996)
- Dark Sun: Wake of the Ravager (1994)
- Days of Thunder (1990)
- Defender of the Crown (1986)
- Deja Vu: A Nightmare Comes True!! (1985)
- Déjà Vu II: Lost in Las Vegas (1989)
- D/Generation (1991)
- Diner Dash: Flo on the Go (2008)
- Diner Dash: Hometown Hero (2008)
- Dirty Harry (1990)
- Dogz (1999)
- Dogz 4 (1999)
- The Dolphin's Pearl (1985)
- The Doonesbury Election Game Campaign '96 (1995)
- Dragon Lore: The Legend Begins (1994)
- Dropzone (1992)
- ER (2005)
- Fairlight (1986)
- Fantasy Fest! (1994)
- Fantasy General (1996)
- Fiendish Freddy's Big Top O' Fun (1989)
- Fire-Brigade: The Battle for Kiev - 1943 (1989)
- Fishdom (2009)
- Flight of the Intruder (1991)
- Forbidden Castle (1985)
- The Four Crystals of Trazere (1992)
- Gast (2002)
- Gauntlet (1987)
- Gauntlet II (1989)
- The Global Dilemma: Guns or Butter (1990)
- Gods (1992)
- Golden Balls (2008)
- G.P.S.: Geo-Political Simulator (2007)
- Great Naval Battles Vol. III: Fury in the Pacific, 1941-44 (1995)
- Great Naval Battles Vol. IV: Burning Steel, 1939-1942 (1995)
- The Halley Project: A Mission in Our Solar System (1985)
- Hard Rock Casino (2005)
- Harley-Davidson: The Road to Sturgis (1989)
- Harrier Combat Simulator (1987)
- HIARCS 8 (2006)
- Hidden Expedition: Everest (2009)
- Hidden Expedition: Titanic (2009)
- High Roller (1986)
- High $take$ (1986)
- Horse Star (2010)
- Hostage: Rescue Mission (1989)
- Imperialism (1997)
- Imperialism II: Age of Exploration (1999)
- Indiana Jones and the Temple of Doom (1987)
- Indiana Jones in Revenge of the Ancients (1987)
- Indiana Jones in the Lost Kingdom (1984)
- Infiltrator (1986)
- Infiltrator II (1987)
- Insaniquarium! Deluxe (2008)
- Into the Eagle's Nest (1986)
- James Bond 007: A View to a Kill (1985)
- James Bond 007: Goldfinger (1986)
- The Keys to Maramon (1990)
- Kick Off 2 (1992)
- The King of Chicago (1986)
- Klax (1991)
- The Last Starfighter (1990)
- L'école des aventuriers: Cours préparatoire (2007)
- Legions (1994)
- LEGO Island (1997)
- Life & Death (1991)
- Logical Journey of the Zoombinis (2002)
- Loopz (1990)
- The Lords of Midnight (1986)
- Lucha Fury (2011)
- Mad Max (1990)
- Major Indoor Soccer League (1987)
- Marble Madness (1991)
- MegaRace (1994)
- MegaRace 2 (1996)
- Metal Marines (1994)
- Midnight Mysteries: The Edgar Allan Poe Conspiracy (2009)
- The Mist (1985)
- M.U.L.E. (1990)
- My First Songs (2010)
- Myst (1995)
- Mysterious City: Vegas (2010)
- Mystery Case Files: Madame Fate (2009)
- Mystery Case Files: Ravenhearst (2009)
- Mystery in London (2009)
- Myth: History in the Making (1991)
- NCAA Basketball Final Four '97 (1997)
- NCAA Final Four Basketball (1994)
- NCAA Football (1994)
- Nosferatu: The Wrath of Malachi (2005)
- Omni-Play Basketball (1989)
- O.R.B.: Off-World Resource Base (2003)
- Outlander (1992)
- OutRun (1987)
- Pac-in-Time (1994)
- Panzer General (1996)
- Paperboy (1986)
- Paperboy 2 (1991)
- Parallax (1986)
- Partouche Poker Tour (2007)
- People's General (1998)
- Pierre le Chef is... Out to Lunch (1993)
- Plutos (1987)
- Pole Position II (1989)
- Pool Champion (1995)
- Quarantine II: Road Warrior (1996)
- Racter (1984)
- Rambo: First Blood Part II (1985, avventura testuale)
- Rat Attack! (1999)
- The Raven Project (1995)
- The Real Deal 2 (1999)
- Recettes de Cuisine avec Cyril Lignac (2009)
- Ring II: Twilight of the Gods (2003)
- Ring: The Legend of the Nibelungen (1999)
- RoadBlasters (1990)
- Road Raider (1988)
- Road Runner (1987)
- Roundball: 2-On-2 Challenge (1992)
- Savage Warriors (1995)
- Secrets of the Pyramids (1994)
- Sgt Slaughter's Mat Wars (1989)
- Shadowfire (1986)
- Shadowgate (1987)
- The Ship (2006)
- SimCity 2000 (1993)
- Sinbad and the Throne of the Falcon (1987)
- The Software Toolworks' Star Wars Chess (1994)
- Speedball 2: Brutal Deluxe (1992)
- Spell of Destruction (1986)
- Star General (1996)
- The Final Frontier (1989)
- Starwinder (1996)
- Steel Harbinger (1996)
- Steel Panthers (1995)
- Steel Panthers III: Brigade Command - 1939-1999 (1997)
- Steel Panthers II: Modern Battles (1996)
- Steel Panthers II: Modern Battles - Campaign Disk (1996, espansione)
- Street Tennis: The Next Generation Champions (2001)
- Sub Mission (1986)
- Super Battleship: The Classic Naval Combat Game (1993)
- Superstar Ice Hockey (1987)
- Superstar Indoor Sports (1987)
- SuperStar Soccer (1987)
- Syberia (2008)
- Syndicate (1995)
- Team Apache (1998)
- The Terminator (1992, NES)
- The Terminator (1993, SNES)
- Theme Park (1995)
- Timequest (1991)
- Top Gun (1987)
- Trailblazer (1986)
- Trust and Betrayal: The Legacy of Siboot (1987)
- Uchi Mata (1986)
- The Ultimate Ride (1990)
- Uninvited (1986)
- Uridium (1986)
- U-Sing (2009)
- U-Sing: Johnny Hallyday (2010)
- USS Ticonderoga: Life and Death on the High Seas (1995)
- Visions of Aftermath: The Boomtown (1988)
- Voodoo Island (1985)
- Wargame Construction Set III: Age of Rifles 1846-1905 (1996)
- Warhammer 40.000: Chaos Gate (1998)
- Warhammer: Shadow of the Horned Rat (1996)
- Willow (1988)
- Wing Commander (1992)
- Wing Commander: The Secret Missions (1993, espansione)
- Wings of Fury (1999)
- World of Aden: Entomorph - Plague of the Darkfall (1995)
- World of Aden: Thunderscape (1995)
- Worlds of Legend: Son of the Empire (1993)
- Xenon 2: Megablast (1992)
- Xevious (1984)
- Zoo Vet (2005)

## Thunder Mountain
Thunder Mountain era un'etichetta appartenente alla Mindscape e utilizzata tra il 1986 e il 1989 circa, per le riedizioni economiche o per le edizioni nordamericane di giochi europei. Elenco approssimativo delle pubblicazioni:
- Army Moves
- Battalion Commander
- Batty Builders
- Cyrus Chess
- Demolition Mission
- Dig Dug (Commodore 64)
- Doc the Destroyer
- Equinox
- Forbidden Castle
- Frog Jump
- Galaxian (C64, PC)
- The Great Escape
- Implosion
- Jr. Pac-Man
- Kick... Butt... & Slam! (raccolta)
- The Kingdom of Facts
- Leviathan
- Ms. Pac-Man (C64)
- Mystery Master: Felony!
- Pac-Man
- Paradroid
- Pole Position
- Pyramid Puzzler
- Quink
- The Railroad Works
- Rambo: First Blood Part II
- Run for the Money
- Slot Car Racer
- Space Journey
- Star Maze
- Summer Challenge
- Super Pac-Man
- Tau Ceti
- Thunder Mountain Action Pack volume 1 e 2 - raccolte per C64 e DOS (giochi differenti per i due computer)
- Top Flight (raccolta)
- Top Gun
- Winter Challenge
- Wizball